# Wayfair
Wayfair, anciennement CSN Stores, est une entreprise américaine de commerce en ligne spécialisée dans les produits de la maison, fondée en 2002. Son siège est basé à Boston, Massachusetts. 

## Histoire
En juillet 2020, Wayfair est le sujet d'une théorie du complot les accusant de prostitution enfantine,.

## Principaux actionnaires
Au 2 janvier 2020:
| Fidelity Management & Research     | 9 661 222 | 14,7% |
| Spruce House Investment Management | 7 000 000 | 10,6% |
| The Vanguard Group                 | 5 423 193 | 8,25% |
| Great Hill Partners                | 4 158 757 | 6,32% |
| Baillie Gifford                    | 3 989 311 | 6,07% |
| Ruane, Cunniff & Goldfarb          | 2 881 046 | 4,38% |
| Morgan Stanley IM.                 | 2 440 569 | 3,71% |
| Bares Capital Management           | 2 401 442 | 3,65% |
| Henderson Global Investors         | 2 315 406 | 3,52% |
| Wellington Management              | 2 060 356 | 3,13% |